# Thomas Hubert
Thomas Hubert (1 mei 1997) is een Belgisch voormalig basketballer.

## Carrière
Hubert speelde in de jeugd van Profondeville Sharks en RBC Namur Belgrade. Hubert studeerde van 2016 tot 2018 aan Georgia State University en daarna speelde hij voor de MVC Vikings. In 2019 ging hij spelen bij Liège Basket en maakte in het seizoen 2019/20 zijn debuut voor de eerste ploeg. Hij kwam daarnaast uit voor de tweede ploeg van Luik. In 2021 ging hij spelen voor tweedeklasser Gembo Borgerhout en speelde er een seizoen.
Hij keerde in 2022 terug naar Liège Basket en speelde enkel voor de tweede ploeg. In 2023 ging hij spelen voor BC Hannut maar verliet de club alweer in november 2023. Tegelijkertijd volgde hij een opleiding tot coach en werd een jeugdcoach.